# Брендон Сміт
Брендон Сміт (нар. 4 липня 2000) — австралійський плавець, бронзовий призер Олімпійських ігор 2020 року.

## Виступи на Олімпійських іграх
| Олімпіада  | Дисципліна            | Місце |
| ---------- | --------------------- | ----- |
| Токіо 2020 | 200 метрів комплексом | 22    |
| Токіо 2020 | 400 метрів комплексом | 3     |